# Campeonato Mundial de Meia Maratona de 1996
O 5º Campeonato Mundial de Meia Maratona foi realizado em 29 de setembro de 1996 em Palma de Mallorca, Espanha. Um total de 209 atletas, 137 homens e 72 mulheres, de 53 países, participaram.

## Resultados

### Corrida Masculina

#### Individual
| Posição | Competidor             | Nacionalidade | Tempo   |
| ------- | ---------------------- | ------------- | ------- |
| 1       | Stefano Baldini        | ITA           | 1:01:17 |
| 2       | Josephat Kiprono       | KEN           | 1:01:30 |
| 3       | Tendai Chimusasa       | ZIM           | 1:02:00 |
| 4       | Carlos de la Torre     | ESP           | 1:02:03 |
| 5       | Toshiyuki Hayata       | JPN           | 1:02:05 |
| 6       | Neema Tuluway          | TAN           | 1:02:30 |
| 7       | Delmir dos Santos      | BRA           | 1:02:44 |
| 8       | Alejandro Gómez        | ESP           | 1:02:47 |
| 9       | Giacomo Leone          | ITA           | 1:02:48 |
| 10      | Stéphane Schweickhardt | SUI           | 1:02:49 |
| 11      | Gemechu Kebede         | ETH           | 1:02:52 |
| 12      | Masatoshi Ibata        | JPN           | 1:03:07 |
| 13      | Lucketz Swartbooi      | NAM           | 1:03:24 |
| 14      | Katsuhiko Hanada       | JPN           | 1:03:31 |
| 15      | Ezael Thlobo           | RSA           | 1:03:32 |

#### Equipas
| Posição | País    | Competidores                                                          |
| ------- | ------- | --------------------------------------------------------------------- |
| 1       | Itália  | Stefano Baldini (1º) Giacomo Leone (9º) Vincenzo Modica (17º)         |
| 2       | Espanha | Carlos de la Torre (4º) Alejandro Gómez (8º) José Manuel García (23º) |
| 3       | Japão   | Toshiyuki Hayata (5º) Masatoshi Ibata (12º) Katsuhiko Hanada (14º)    |

### Corrida Feminina

#### Individual
| Posição | Competidora        | Nacionalidade | Tempo   |
| ------- | ------------------ | ------------- | ------- |
| 1       | Ren Xiujuan        | CHN           | 1:10:39 |
| 2       | Lidia Simon        | ROM           | 1:10:57 |
| 3       | Aurica Buia        | ROM           | 1:11:01 |
| 4       | Nuta Olaru         | ROM           | 1:11:07 |
| 5       | Kanako Haginaga    | JPN           | 1:11:18 |
| 6       | Christine Mallo    | FRA           | 1:12:24 |
| 7       | Firiya Sultanova   | RUS           | 1:12:34 |
| 8       | Heather Turland    | AUS           | 1:12:46 |
| 9       | Zahia Dahmani      | FRA           | 1:12:47 |
| 10      | Lucilla Andreucci  | ITA           | 1:12:50 |
| 11      | Cristina Pomacu    | ROM           | 1:13:05 |
| 12      | Zola Pieterse      | RSA           | 1:13:19 |
| 13      | Getenesh Urge      | ETH           | 1:13:22 |
| 14      | Martha Ernstdóttir | ISL           | 1:13:27 |
| 15      | Muriel Linsolas    | FRA           | 1:13:33 |

#### Equipas
| Posição | País    | Competidoras                                                       |
| ------- | ------- | ------------------------------------------------------------------ |
| 1       | Romênia | Lidia Simon (2ª) Aura Buia (3ª) Nuta Olaru (4ª)                    |
| 2       | França  | Christine Mallo (6ª) Zahia Dahmani (9ª) Muriel Linsolas (15ª)      |
| 3       | Itália  | Lucilla Andreucci (10ª) Annalisa Scurti (16ª) Sonia Maccioni (24ª) |